# Jónas Hallgrímsson
Jónas Hallgrímsson (1807. november 16. – 1845. május 26.) izlandi költő és szerző, a romanticizmus alapítóinak egyike Izlandon.
Az izlandi Fjölnir magazin alapító tagjainak egyike volt, amely először 1835-ben Koppenhágában jelent meg. A magazint Jónas és más nacionalista költők arra használták, hogy segítségül hívják az izlandi emberek szívében a nacionalista érzést a dán uralom elleni népfelkelés reményében. Jónas Izland egyik legszeretettebb költője volt és a földről és nemzetről szavakba öntött versei a legismertebbek közé tartoznak. Koppenhágában, Dániában halt meg 1845-ben vérmérgezés következtében, miután visszautasította, hogy kórházba menjen egy lábtörés után. Születésnapja, november 16-a nemzeti ünnep lett, amely az izlandi nyelv napjaként ismert (dagur íslenskrar tungu).